# Lee Kuan Yew World City Prize
El Lee Kuan Yew World City Prize (en castellano Premio mundial de las ciudades Lee Kuan Yew) es un premio internacional bienal que rinde homenaje a las contribuciones sobresalientes para la creación de comunidades urbanas vibrantes, habitables y sostenibles en todo el mundo. Se reconoce así a individuos y organizaciones responsables de iniciativas urbanas que muestran la previsión, el buen gobierno o la innovación para hacer frente a los muchos desafíos urbanos a los que se enfrentan las ciudades. Estas iniciativas urbanas pueden incluir (pero no están limitadas a) proyectos de planificación urbana, políticas y programas urbanos, gestión urbana, así como tecnología aplicada en soluciones urbanas.
Estas iniciativas urbanas deberían incorporar principios de desarrollo sostenible y demostrar su capacidad de generar beneficios sociales, económicos y ambientales de manera integral a las comunidades de todo el mundo. El Premio también pone énfasis en soluciones e ideas prácticas y rentables que puedan ser fácilmente reproducidas en todas las ciudades.
El galardón Lee Kuan Yew World City Prize es presentado con un certificado del premio, una medalla de oro y un premio en efectivo de 300.000 dólares, patrocinado por Keppel Corporation.
El Lee Kuan Yew World City Prize lleva el nombre del histórico Primer ministro de Singapur, que contribuyó decisivamente en la transformación de Singapur en una ciudad única, limpia y verde en unas pocas décadas.

## Premios
| Edición | Galardón         | Galardonado                                              | País               | Referencia |
| ------- | ---------------- | -------------------------------------------------------- | ------------------ | ---------- |
| 2024    | Ganador          | Ciudad de México                                         | México             | [ 2 ]      |
| 2024    | Mención especial | Ciudad del Cabo                                          | Sudáfrica          | [ 3 ]      |
| 2024    | Mención especial | Melbourne                                                | Australia          | [ 4 ]      |
| 2024    | Mención especial | Río de Janeiro                                           | Brasil             | [ 5 ]      |
| 2024    | Mención especial | Wellington                                               | Nueva Zelanda      | [ 6 ]      |
| 2020    | Ganador          | Viena                                                    | Austria            | [ 7 ]      |
| 2020    | Mención especial | Lisboa                                                   | Portugal           | [ 8 ]      |
| 2020    | Mención especial | Boston                                                   | Estados Unidos     | [ 9 ]      |
| 2020    | Mención especial | Amberes                                                  | Bélgica            | [ 10 ]     |
| 2018    | Ganador          | Seúl                                                     | Corea del Sur      | [ 11 ]     |
| 2018    | Mención especial | Hamburgo                                                 | Alemania           | [ 12 ]     |
| 2018    | Mención especial | Kazán                                                    | Rusia              | [ 13 ]     |
| 2018    | Mención especial | Surabaya                                                 | Indonesia          | [ 14 ]     |
| 2018    | Mención especial | Tokio                                                    | Japón              | [ 15 ]     |
| 2016    | Ganador          | Medellín                                                 | Colombia           | [ 16 ]     |
| 2016    | Mención especial | Auckland                                                 | Nueva Zelanda      | [ 17 ]     |
| 2016    | Mención especial | Sídney                                                   | Australia          | [ 18 ]     |
| 2016    | Mención especial | Toronto                                                  | Canadá             | [ 19 ]     |
| 2016    | Mención especial | Viena                                                    | Austria            | [ 20 ]     |
| 2014    | Ganador          | Suzhou                                                   | China              | [ 21 ]     |
| 2014    | Mención especial | Medellín                                                 | Colombia           | [ 22 ]     |
| 2014    | Mención especial | Yokohama                                                 | Japón              | [ 23 ]     |
| 2012    | Ganador          | Nueva York                                               | Estados Unidos     | [ 24 ]     |
| 2012    | Mención especial | Corporación municipal de Ahmedabad                       | India              | [ 25 ]     |
| 2012    | Mención especial | AHT Group AG & SUN Development                           | Sudáfrica          | [ 26 ]     |
| 2012    | Mención especial | Copenhague & Malmö                                       | Dinamarca y Suecia | [ 27 ]     |
| 2012    | Mención especial | Vancouver                                                | Canadá             | [ 28 ]     |
| 2012    | Mención especial | Ayuntamiento de Brisbane - Renovación urbana de Brisbane | Australia          | [ 29 ]     |
| 2010    | Ganador          | Bilbao                                                   | España             | [ 30 ]     |
| 2010    | Mención especial | Melbourne                                                | Australia          | [ 31 ]     |
| 2010    | Mención especial | Jaime Lerner                                             | Brasil             | [ 32 ]     |
| 2010    | Mención especial | Sheila Dikshit                                           | India              | [ 33 ]     |